# Friday Night Club
『Friday Night Club』（フライデーナイトクラブ）は1986年3月5日に発売された、原田真二初のライブビデオである。

## 概要
1985年10月、新たに「Friday Night Club」というライヴイベントを立ち上げ、金曜日の夜に定期的にライヴを行った。
飲食できるスペースも確保しつつ、スタンディング・ライヴで盛り上がる空間の演出と演奏。
当時の日本ではまだクラブ感覚でライヴを楽しめる場所がなかった時代に、欧米風システムを持ち込んだ。場所は表参道モリハナエビル「ザ・スペース」。
1985年10月18日のこのイベントでのライヴパフォーマンスを映像化したのが「Friday Night Club」である。
バックバンド、クライシスのメンバーもオーディションにより一新。太田美知彦以外は新メンバーとなった。選考基準は演奏能力の他に、ルックス、踊れる、などビジュアル面も加味された。
原田自身も大胆に化粧を施し、オリエンタルなコスチュームでビジュアルに拘った。その後のTRFやZOOのメンバーもこのイベントに参加している。
同年11月1日には、このライヴイベントと連動したコンセプトのアルバム『Magical Healing』を発売した。　

### バンドメンバー
原田真二（ボーカル・ギター・キーボード）

#### クライシス
太田美知彦 （キーボード）／藤井章司 （ドラムス）／ボビー・ワトソン （ベースギター）／中島律子 （サックス&ギター）／国光みゆき （キーボード）

## 収録曲
1. バンドは金曜日に出来た
2. 永遠を感じた夜
3. SWAY ME
4. Heat Dancing
5. Subwayの夜明け
6. 雨のハイウェイ